# Lysimachia dextrorsiflora
Lysimachia dextrorsiflora là một loài thực vật có hoa trong họ Anh thảo. Loài này được X.P. Zhang, X.H. Guo & J.W.Shao mô tả khoa học đầu tiên năm 2006.